# Sveno Magni Tollstadius
Sveno Magni Tollstadius, född 1594 i Vikingstads församling, Östergötland, död 1669 i Gammalkils församling, Östergötlands län, var en svensk präst.

## Biografi
Sveno Tollstadius föddes 1594 i Vikingstads församling. Han var son till en bonde i Östra Tollstads socken. Tollstadius prästvigdes 16 december 1624 och blev 1624 kollega i Linköping. Han blev 1634 kyrkoherde i Gammalkils församling, Gammalkils pastorat. År 1643 var Tollstadius respondens vid prästmötet. Han begravdes 2 juni 1669 i Gammalkils församling.

### Familj
Tollstadius gifte sig 1628 med Kerstin Pedersdotter (död 1670). De fick tillsammans barnen kyrkoherden Petrus Kihlman (1629–1696) i Gammalkils församling, komministern Daniel Kihlman i Linderås församling, Karin Kihlman (född 1636) som var gift med komministern Nicolaus Johannis Scherinus i Kaga församling, Måns Kihlman (född 1638), Elin Kihlman (född 1639), kyrkoherden Israel Kihlman (1641–1699) i Varvs församling, Ingrid Kihlman (född 1642) som var gift med komministern O. Kylander i Gammalkils församling, rådmannen Samuel Kihlman (1644–1734) i Sölvesborg och komministern Johannes Kihlman (född 1646) i Gammalkils församling. Barnen antog efternamnet Kihlman.